# Herbert Martineau
Herbert Martineau (Herbert Arthur Martineau; * 24. Dezember 1914 im Metropolitan Borough of Poplar; † 3. Mai 1994 im London Borough of Lambeth) war ein britischer Geher.
Bei den Olympischen Spielen 1948 in London wurde er in 4:53:58 h Fünfter im 50-km-Gehen.
Seine persönliche Bestzeit über diese Distanz von 4:39:40 h stellte er 1948 auf.